# Igreja de Nossa Senhora da Conceição e Boa Morte
A Igreja da Venerável Ordem de Nossa Senhora da Conceição e Boa Morte é uma igreja colonial da cidade do Rio de Janeiro, no Brasil. Localiza-se na esquina da Rua do Rosário e da Avenida Rio Branco, no centro da cidade.

## Histórico
As Irmandades de Nossa Senhora da Conceição e de Nossa Senhora da Assunção e Boa Morte foram inicialmente instituídas em igrejas diferentes mas, por volta de 1721, fundaram juntas uma capela na parte baixa da cidade, no lugar da atual igreja.
Em 1735 decidiu-se pela construção de um novo edifício, que foi projetado pelo engenheiro-militar português José Fernandes Pinto Alpoim. A planta é de cruz latina com três naves, com o transepto de forma octogonal encimado por uma cúpula, uma solução inovadora para a cidade.
A capela-mór exibe talha rococó de autoria de Mestre Valentim, além de quatro telas com os Evangelistas, de autoria anônima. Os altares laterais são obra de Manoel Francisco dos Santos Deveza e foram realizados entre 1835 e 1840. Na sacristia há duas telas setecentistas, uma representa Nossa Senhora da Conceição, de Raimundo da Costa e Silva, e a outra Nossa Senhora da Boa Morte, de Leandro Joaquim.

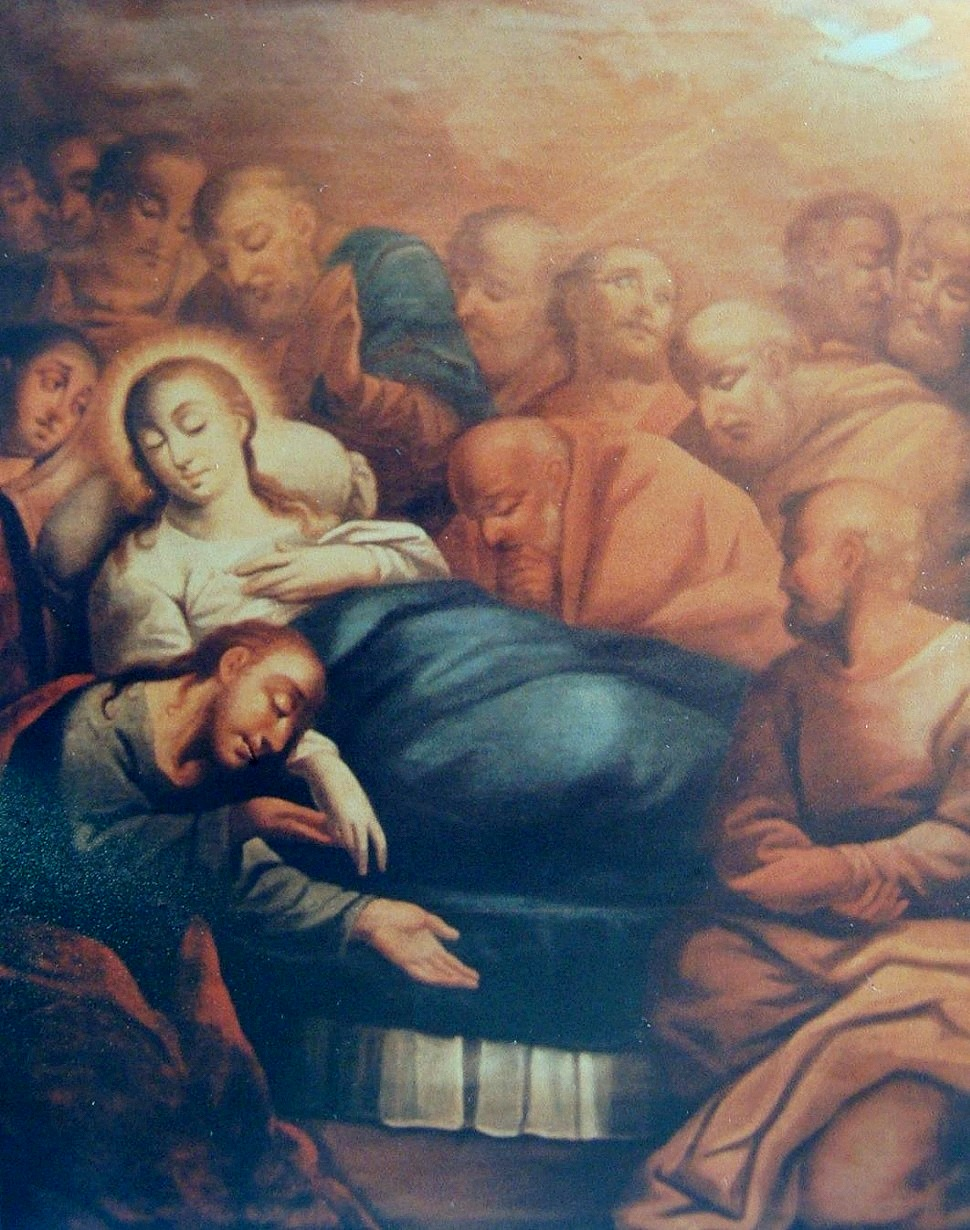
Pintura de Nossa Senhora da Boa Morte, de Leandro Joaquim.

A fachada foi muito alterada no século XX (torre e frontão) mas mantém o portal de autoria de Mestre Valentim. Felizmente a igreja não foi demolida quando da abertura da Avenida Central (atual Av. Rio Branco), estando hoje curiosamente adossada a um edifício em estilo neo-renascentista holandês construído c. 1904 pelo arquiteto René Barba.